# Scott Sharp

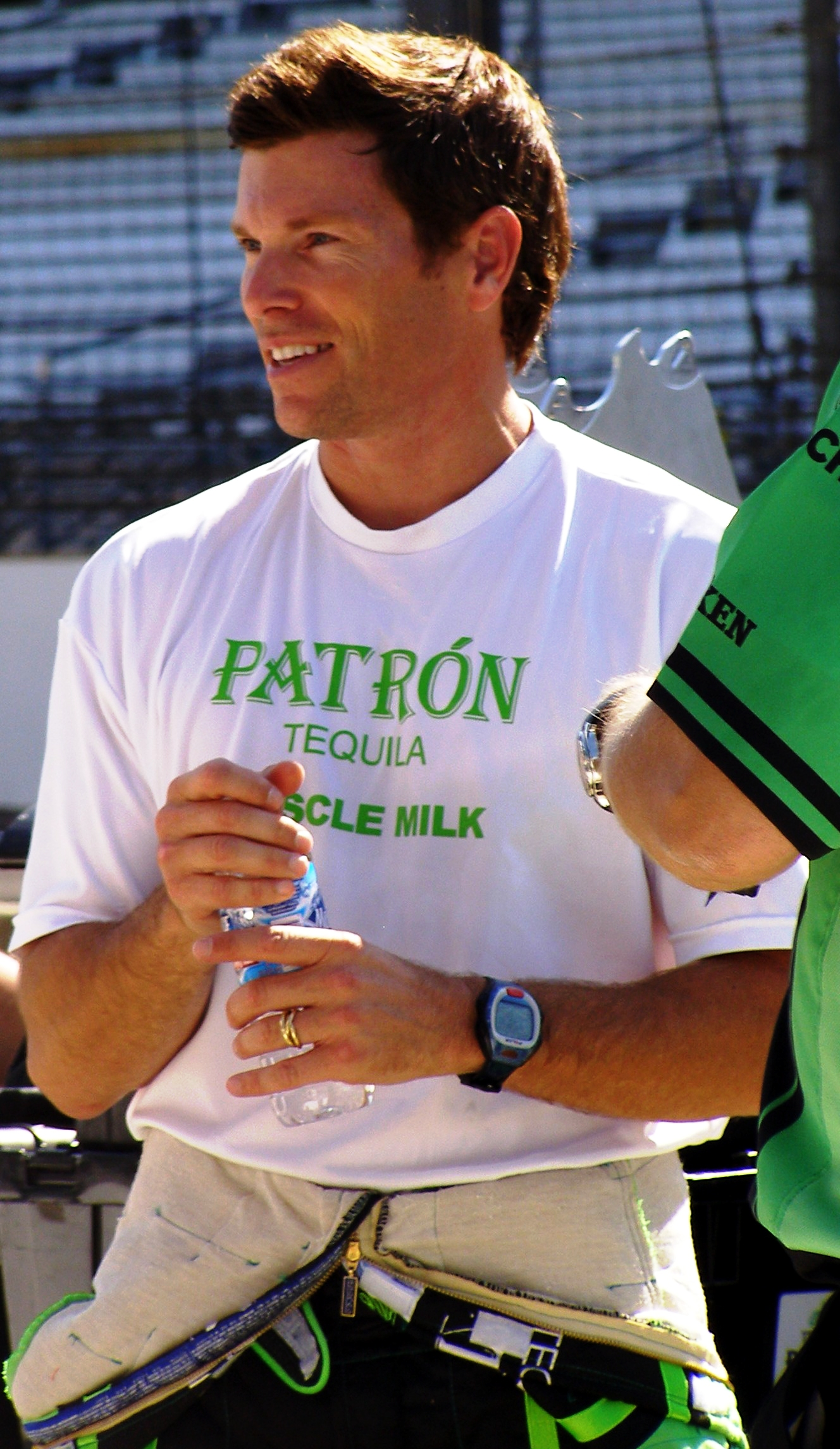
Scott Sharp 2007 in Indianapolis

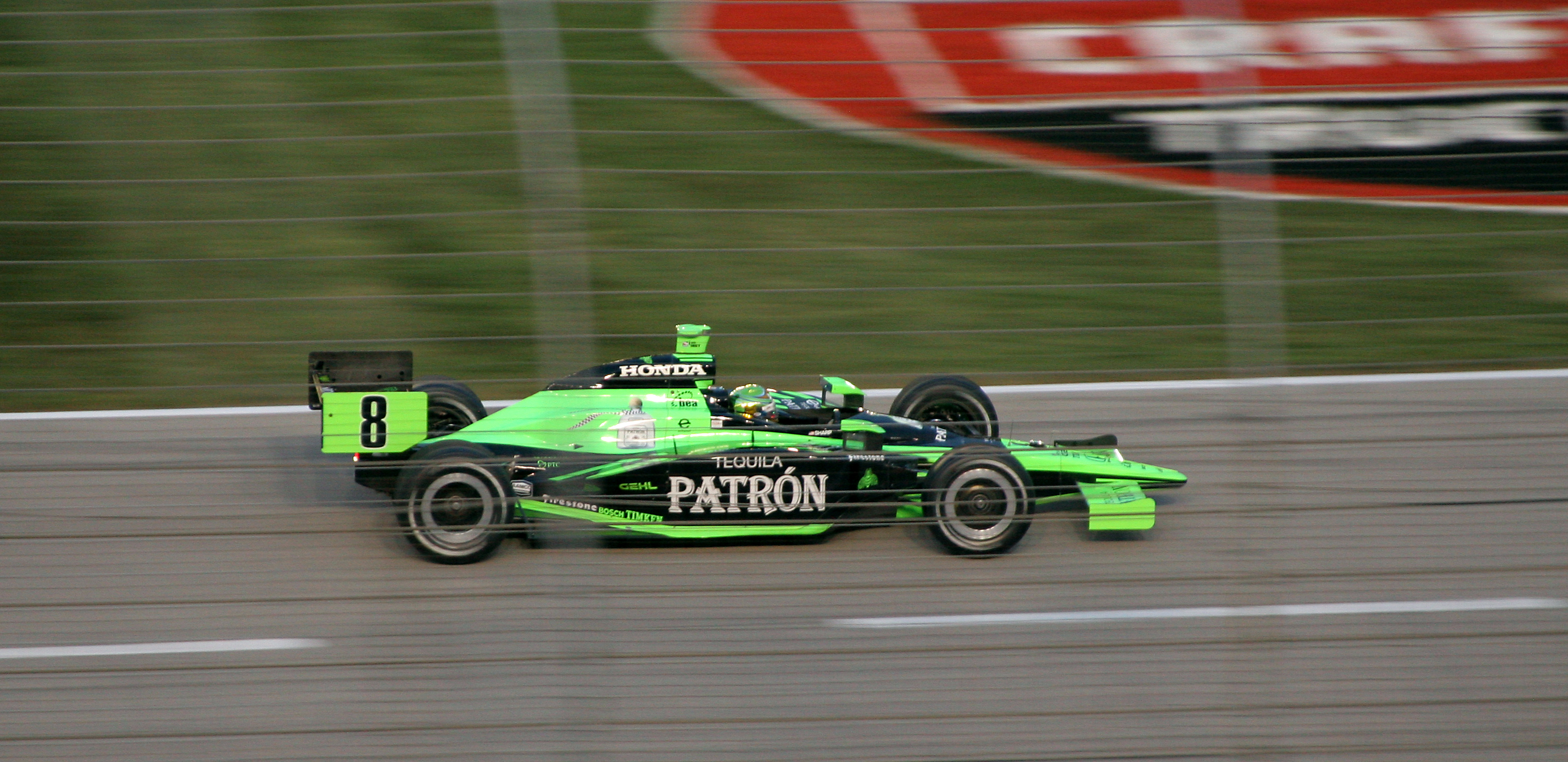
Scott Sharp im IndyCar-Dallara am Texas Motor Speedway 2007 …

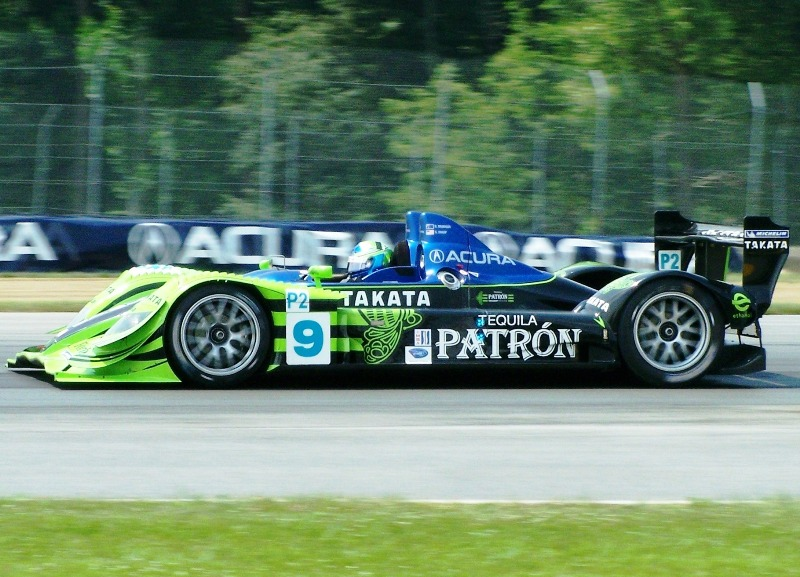
… und im Acura ARX-01 beim 2,45-Stunden-Rennen von Mid-Ohio 2008

Scott Robert Sharp (* 14. Februar 1968 in Norwalk) ist ein ehemaliger US-amerikanischer Autorennfahrer und Rennstallbesitzer.

## Karriere als Rennfahrer

### Sportwagenrennen
Scott Sharp begann seine Karriere – wie so viele Rennfahrer vor und nach ihm – im Kartsport. Bereits mit acht Jahren erhielt er sein erstes Kart und gewann bis zum Ende dieses Karriereabschnitts bei 72 Starts 50 Rennen. Anders als die meisten seiner Kollegen, die zu den Monopostos wechselten, begann Sharp nach dieser Phase mit dem Sportwagensport.
1986 gewann er die Gesamtwertung der GT2-Klasse der SCCA National Championship, 1987 die GT1-Endwertung dieser Serie: ein Erfolg, den er 1988 wiederholen konnte. Nach einem erfolglosen Jahr in der IMSA-GTP-Serie 1990 wechselte er 1991 in die Trans-Am-Serie, deren Gesamtwertung er auf einem Chevrolet Camaro für sich entschied. 1992 bestritt er sein erstes Rennen im Sprint Cup der NASCAR und erreichte mit dem Sieg in der Endwertung der Trans-Am-Serie 1993 seinen fünften Titel einer Sportwagenserie.
1996, als er bereits Monopostorennen fuhr, gewann er gemeinsam mit Wayne Taylor und Jim Pace das 24-Stunden-Rennen von Daytona. Im selben Jahr gab er sein Debüt beim 24-Stunden-Rennen von Le Mans. Auch während seiner intensiven Monopostozeit fuhr Sharp sporadisch Sportwagenrennen. 2002 wurde er Gesamtzweiter in Daytona und 2003 Fünfter.
Als er mit dem Ablauf der Rennsaison 2007 den Monopostosport mehr oder weniger beendete, kehrte er zu den Sportwagen zurück. Für Highcroft Racing ging er 2008 in der American Le Mans Series an den Start. Sein Partner im Acura ARX-01b war David Brabham. Hinter Timo Bernhard und Romain Dumas im Penske-Racing-Porsche RS Spyder beendete das Duo die Saison in der LMP2-Klasse als Gesamtzweiter. 2008 kehrte er auch zum 12-Stunden-Rennen von Sebring zurück, wo er 1991 sein Debüt gegeben hatte. Sharp und Brabham waren außerdem 2009 in der ALMS für Highcroft Racing engagiert und konnten mit drei Saisonsiegen die Gesamtwertung der Meisterschaft für sich entscheiden.

### Rennstallbesitzer
2010 gründete Scott Sharp gemeinsam mit Ed Brown Extreme Speed Motorsports, Brown ist Chief Executive Officer des Getränke-Konzerns Tequila Patron. Das Unternehmen unterstützte die Rennaktivitäten des Teams von Beginn an tatkräftig. Sharp war auch Fahrer des Teams und war weiterhin in der ALMS und der Nachfolgemeisterschaft, der IMSA WeatherTech SportsCar Championship, erfolgreich. 2016 siegte Sharp mit dem Ligier JS P2 des Teams sowohl beim 24-Stunden-Rennen von Daytona als auch beim 12-Stunden-Rennen von Sebring. Ende 2018 stellte das Team den Rennbetrieb ein.

### Monopostosport
Ohne nennenswerte Erfahrung mit Rennfahrzeugen mit freistehenden Rädern begann er 1996 in der Indy Racing League Rennen zu fahren und wurde Meister. Den Titel musste er sich allerdings mit dem punktgleichen Buzz Calkins teilen. 1998 wechselte er zu Kelley Racing. Während der bis 2004 dauernden Zusammenarbeit gewann er acht Meisterschaftsläufe in der Indy Racing League und der IndyCar Series. Außerdem gelang es ihm viermal aus der Pole-Position zu starten, darunter beim Indianapolis 500 2001. 1998 wurde er mit zwei Saisonsiegen hinter Kenny Bräck, Davey Hamilton und Tony Stewart Meisterschaftsvierter und 2001 hinter Sam Hornish junior und Buddy Lazier Gesamtdritter.
Bis Ende 2007 blieb Sharp in der IndyCar Series und stellte einige Rekorde auf. Von seinem Debütrennen weg war er bei 138 Veranstaltungen in Folge am Start. Bei 147 Starts kam er 110-mal in die Wertung. 82-mal erreichte er die Punkteränge und gewann sieben Saisonen in Folge mindestens einen Meisterschaftslauf.
Zwischen 1994 und 2009 war er 14-mal beim 500-Meilen-Rennen von Indianapolis am Start. Seine beste Platzierung erreichte er 2007 mit dem sechsten Rang.

## Statistik

### Le-Mans-Ergebnisse
| Jahr | Team                      | Fahrzeug             | Teamkollege           | Teamkollege              | Platzierung | Ausfallgrund     |
| ---- | ------------------------- | -------------------- | --------------------- | ------------------------ | ----------- | ---------------- |
| 1996 | Riley & Scott Cars Inc.   | Riley & Scott Mk III | Wayne Taylor          | Jim Pace                 | Ausfall     | Kraftübertragung |
| 2015 | Extreme Speed Motorsports | Ligier JS P2         | Ryan Dalziel          | David Heinemeier Hansson | Rang 28     |                  |
| 2016 | Extreme Speed Motorsports | Ligier JS P2         | Johannes van Overbeek | Ed Brown                 | Rang 16     |                  |

### Sebring-Ergebnisse
| Jahr | Team                       | Fahrzeug                | Teamkollege        | Teamkollege              | Teamkollege           | Platzierung | Ausfallgrund |
| ---- | -------------------------- | ----------------------- | ------------------ | ------------------------ | --------------------- | ----------- | ------------ |
| 1991 | Tom Milner Racing          | Spice SE89P             | Brian Bonner       | Jeff Kline               |                       | Rang 6      |              |
| 1997 | Doyle Racing Riley & Scott | Riley & Scott Mk III    | Eric van de Poele  | Wayne Taylor             |                       | Ausfall     | Mechanik     |
| 1999 | Doyle Racing Riley & Scott | Chevrolet Corvette C5-R | Andy Pilgrim       | John Heinricy            |                       | Ausfall     | Unfall       |
| 2008 | Patron Highcroft Racing    | Acura ARX-01b           | Stefan Johansson   | David Brabham            |                       | Rang 5      |              |
| 2009 | Patron Highcroft Racing    | Acura ARX-02a           | Dario Franchitti   | David Brabham            |                       | Ausfall     | Mechanik     |
| 2010 | Extreme Speed Motorsports  | Ferrari F430 GTC        | Dominik Farnbacher | Johannes van Overbeek    |                       | Ausfall     | Mechanik     |
| 2011 | Extreme Speed Motorsports  | Ferrari 458 Italia      | Dominik Farnbacher | Johannes van Overbeek    |                       | Ausfall     | Unfall       |
| 2011 | Extreme Speed Motorsports  | Ferrari 458 Italia      | Guy Cosmo          | Johannes van Overbeek    |                       | Ausfall     | Unfall       |
| 2012 | Extreme Speed Motorsports  | Ferrari 458 Italia      | Guy Cosmo          | Johannes van Overbeek    |                       | Rang 43     |              |
| 2013 | Extreme Speed Motorsports  | HPD ARX-03b             | Guy Cosmo          | David Brabham            |                       | Rang 36     |              |
| 2014 | Extreme Speed Motorsports  | HPD ARX-03b             | Ryan Dalziel       | David Brabham            |                       | Rang 2      |              |
| 2015 | Tequila Patron ESM         | HPD ARX-03b             | Ryan Dalziel       | David Heinemeier Hansson |                       | Ausfall     | Defekt       |
| 2016 | Tequila Patron ESM         | Ligier JS P2            | Ed Brown           | Luís Felipe Derani       | Johannes van Overbeek | Gesamtsieg  |              |
| 2017 | Tequila Patron ESM         | OnRoak Nissan DPi       | Ryan Dalziel       | Luís Felipe Derani       |                       | Ausfall     | Defekt       |
| 2018 | Tequila Patron ESM         | OnRoak Nissan DPi       | Ryan Dalziel       | Olivier Pla              |                       | Ausfall     | Unfall       |